# Schlacht von Hlobane
Isandhlwana – Nyezane – Rorke’s Drift – Ntombe – Hlobane – Kambula – Gingindlovu – Ulundi
Die Schlacht von Hlobane war eine Schlacht im Zulukrieg von 1879 und fand in der Nähe des Berges Hlobane in der Kolonie Natal in Südafrika statt.

## Vorgeschichte
Die IV. Abteilung der Britischen Invasionsarmee unter dem Kommando von Oberst Evelyn Wood sollte die Aufmerksamkeit der Zulu, die auf dem Hochplateau der Berge im Nordwesten des Königreichs Zululand lebten, auf sich lenken. Die große räumliche Entfernung jener Zulu von der Hauptstadt Ulundi gab ihnen eine gewisse Unabhängigkeit von der Herrschaft König Cetshwayos und ermöglichte es den lokalen Herrschern, ihre Krieger für die lokale Verteidigung zurückzuhalten, anstatt sich an der Hauptarmee der Zulu zu beteiligen. Lord Chelmsford wollte diese Zulu ablenken, um sie davon abzuhalten, die Aktionen der III. Abteilung der Britischen Invasionsarmee und ihren Vormarsch auf Isandlwana und Ulundi zu stören.
Am 17. Januar 1879 rückte Wood mit seiner Abteilung nordostwärts vor und schlug am 20. Januar ein Laager – eine befestigte Wagenburg – am Tintas Kraal 16 km südlich einer abgeflachten Bergkette auf. Diese Bergkette, die etwa 24 km in nordöstlicher Richtung verläuft, besteht aus den Bergen Zunguin, dem Hlobane und dem Ityentika, die durch einen niedrigen Pass miteinander verbunden sind. Während die Wagenburg befestigt wurde, wurden Kundschafter, die die Berge erkundeten, vom Zunguin herab von etwa 1000 Zulu angegriffen. Am Morgen des nächsten Tages wurde ein Angriff auf den Zunguin durchgeführt und die Zulu flohen zum Hlobane. Wood beobachtete am Nachmittag etwa 4000 Zulu am Hlobane beim Exerzieren. Ein Angriff auf den Hlobane wurde am 24. Januar begonnen, jedoch abgebrochen, als Wood von der Niederlage der Briten in der Schlacht von Isandlwana erfuhr. Wood zog sich in die Wagenburg zurück und beschloss, nach Nordwesten zum Kambula-Berg etwa 21 km westlich vom Zunguin zu marschieren. Als er mit seinen Truppen dort am 31. Januar eintraf, erhielt er die Nachricht von Lord Chelmsford, dass alle vorherigen Befehle außer Kraft gesetzt seien und dass er, ohne auf Verstärkung hoffen zu können, mit einem Angriff der gesamten Zuluarmee rechnen müsse.

## Kambula
Der Februar 1879 verging ohne größere Kampfhandlungen, lediglich einige berittene Patrouillen wurden ausgeschickt, um die Kraals der Zulu anzugreifen, die die 5. Abteilung der britischen Truppen im benachbarten Transvaal angriffen. Am Kambula wurde eine sechseckige Wagenburg mit engverbundenen Wagen errichtet. Das Vieh wurde in einer eigenen Wagenburg am südlichen Rand des Bergkammes untergebracht. Um beide Wagenburgen wurden Gräben ausgehoben und Brustwehre aus Erde aufgeschüttet. Eine steinerne Redoute wurde auf einer kleinen Anhöhe nördlich der Wagenburg errichtet. Eine hölzerne Palisade schützte den knapp einhundert Meter langen Zwischenraum. Zwei Kanonen zwischen der Redoute und der Wagenburg schützten die nördliche Flanke und zwei weitere Geschütze in der Redoute schützen den Nord-Osten. Im Verlauf des Monats erhielt Oberst Wood die dringend benötigten Verstärkungen von den Transvaal Rangers – einer berittenen Einheit – einer Truppe von deutschen Siedlern und fünf Kompanien des 80th Regiment of Foot (Staffordshire Volunteers).
Oberst Wood hoffte, die große Autonomie der ihn umgebenden Zulu zu seinem Vorteil nutzen und ihre Treue zu König Cetshwayo untergraben zu können, und setzte dabei auf Uhamu, einen Halbbruder Cetshwayos, der den Briten freundlich gesinnt war und im Streit mit dem Zulukönig lag. Am 13. März kam Uhamu mit 700 seiner Männer in das britische Lager und verlangte Begleitschutz, um den Rest seiner Truppen aus ihrem Versteck zu führen. Seine Truppen lagen in Höhlen nahe den Quellen des Black Umfolozi rund 75 km östlich und nur knapp 60 km von Ulundi. Es stellte ein erhebliches Risiko dar, eine große Anzahl von Menschen sicher über diese Strecke zu führen. Oberst Wood meinte, der daraus resultierende Vorteil sei das Risiko wert. Eine Schutztruppe aus 360 berittenen britischen Soldaten und 200 von Uhamus Kriegern führte eine Gruppe von weiteren 900 Kriegern nach Kambula. Kurz nachdem diese Truppen dort eingetroffen waren, erhielt Oberst Wood den Befehl von Lord Chelmsford, ein Ablenkungsmanöver durchzuführen, um Zulutruppen von der Belagerung Eshowes abzuziehen. Gleichzeitig wurde bekannt, dass sich eine Einheit der Zuluarmee bereit machte, Ulundi zu verlassen, um entweder Kambula oder das britische Fort Utrecht anzugreifen. Wood schätzte, dass er mit einem Angriff auf Hlobane am 28. März Viehherden vom Berg treiben könnte, um so einen Angriff auf die gut vorbereitete Stellung bei Kambula zu provozieren.

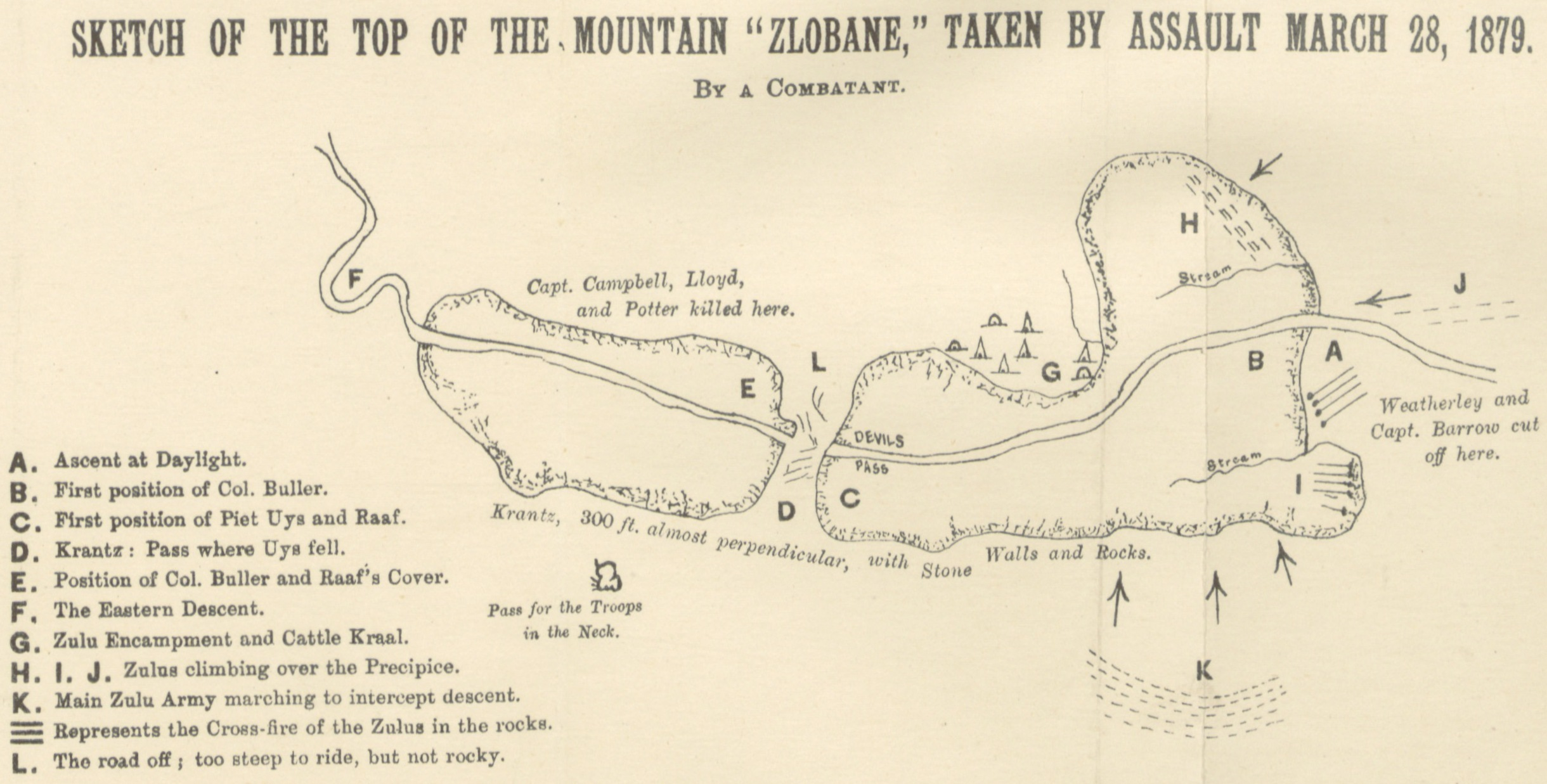
Karte des Schlachtfelds (englisch, 1880)

## Die Schlacht
Der Hlobane besteht aus zwei Plateaus, das niedrige und kleinere steigt bis auf eine Höhe von 260 m an der Ostseite der gut 6 km langen schmalen Verbindung zum Zunguin auf. An seiner Ostseite steigt das Plateau nochmals um 60 m zum zweiten Teil des Bergplateaus an. Dies geschieht über einen schmalen Weg, der mit riesigen Steinblöcken übersät ist, die eine Art von Treppe bilden und als Devil's Pass bekannt ist. Auf diesem höheren Plateau befanden sich rund 2000 Stück Vieh und 1000 Zulu der abaQulusi, von denen viele mit Feuerwaffen ausgestattet waren. Der Plan von Oberst Wood sah vor, dass eine berittene Truppe unter der Führung von Lieutenant-Colonel Redvers Henry Buller, unterstützt durch Artillerie und befreundete Zulu, den östlichen Anstieg zum höheren Plateau nehmen und das Vieh nach unten treiben sollte. Eine ähnliche Truppe unter dem Befehl von Major R. A. Russell sollte das untere Plateau einnehmen.
Die britischen Truppen und ihre Unterstützer brachen am frühen Morgen des 27. März auf. Ihr Vormarsch wurde durch schwere Gewitter und Zulu, die auf die sich im Schein der Blitze zeigenden Ziele feuerten, behindert. Bullers berittene Truppen erreichten den Gipfel um 6 Uhr am nächsten Morgen. Einheimische Fußtruppen begannen, das Vieh nach Westen zu treiben. Während die Truppen Russells das untere Plateau einnahmen, sah Oberst Wood, der den Angriff persönlich aus der Nähe kommandierte, eine Abteilung der Border Horses, die von Bullers Gruppe abgesprengt worden waren. Wood befahl dieser Gruppe, zum Gefecht auf das obere Plateau vorzurücken, doch die Reiter, die zum größten Teil englische Siedler aus Transvaal waren, verweigerten den Befehl. Wood selbst ritt mit einer kleinen Gruppe und wollte dem Weg Bullers zum oberen Plateau folgen, als sich ihm die Angehörigen der Border Horses doch noch anschlossen. Als sie wie auch Buller aus Höhlen beschossen wurden, verweigerten die Reiter der Border Horses erneut den Befehl, indem sie den Weg für Oberst Wood nicht sichern wollten. Daraufhin griffen fünf Angehörige von Woods Gruppe die fraglichen Höhlen an. Bei diesem Angriff wurden zwei von Woods Offizieren getötet. Die verbleibende Gruppe von Oberst Wood ritt dann nach Westen, um sich den Truppen auf dem unteren Plateau anzuschließen.
Auf seinem Weg ritt Wood um 10:30 Uhr an der Südseite des Hlobane entlang und entdeckte fünf große Marschkolonnen der Zulu im Süd-Osten. Dies war die Hauptstreitkraft der Zulu, die nicht vor dem nächsten Tag erwartet worden war. Die Zulu näherten sich den Briten schnell und waren keine 5 km mehr entfernt. Die Streitkräfte der Zulu begannen bereits sich zu teilen und Wood konnte erkennen, dass sie damit den Weg Bullers vom oberen Plateau abschneiden würden und damit auch Russell eine Falle stellen würden. Obschon Wood einen schnellen Rückzug befahl, bedurfte es doch eines sehr schnellen Rückmarsches nach Kambula, um es vor den Zulu zu erreichen. Wood bemühte sich schnell eine Nachricht an Russell zu senden und befahl ihm darin, sich auf die Verbindung zum Zunguin zurückzuziehen. Aber von seinem erhöhten Standpunkt aus hatte Russell den Aufmarsch der Zulu bereits 90 Minuten vor Wood erkannt und eine entsprechende Meldung an Buller gesandt.
Buller erkannte die bedrohliche Situation, in der sich seine Truppen befanden. Seinen Aufstiegsweg zurückzugehen war ihm jetzt nicht mehr möglich. Der einzige Weg, der ihm noch offen stand, war der zum unteren Plateau, wo er von Russells Truppen zur Unterstützung finden würde. Russell hatte seine Truppen vom unteren Plateau zum sogenannten Intyentika Neck geführt, um von dieser engen Verbindungsstelle die Truppen Bullers auf ihrem Weg hinunter zu unterstützen. Als der Befehl Woods Russell erreichte, glaubte er in Abstimmung mit seinen Offizieren, dass er eine Stellung an einer anderen Verbindungsstelle 10 km entfernt im Westen vom Zunguin beziehen sollte. Russell ließ nur eine kleine Truppe zurück und machte sich auf den Weg zu der neuen Stellung und ließ Buller allein am Hlobane zurück.
Bullers Truppen stand allein der Devil’s Pass als Weg auf das untere Plateau offen. Der gefährliche Weg sorgte für viel Verwirrung unter den Truppen Bullers und führte dementsprechend zu Verletzungen und Verlusten. Die Gefahr wurde durch die abaQulusi erhöht, die die anrückenden Zulutruppen ebenfalls gesehen hatten und dadurch in ihren Angriffen auf die britischen Truppen mutiger wurden. Die Briten mussten sich ihren Weg in die Ebene freikämpfen. In der Ebene gab Buller den Befehl, unverzüglich nach Kambala zu marschieren. Die britischen Truppen waren in erheblicher Verwirrung und hatten viele Pferde verloren, aber trotzdem gelang es allen Soldaten, Kambula zu erreichen. Die Truppen der Zulu waren nur dicht hinter den Briten und verwickelten die sich zurückziehenden Truppen auf ihrem gesamten 20 km langen Weg immer wieder in kleine Gefechte.

## Ergebnis
Die Schlacht von Hlobane brachte im Ergebnis eine britische Niederlage. Mindestens 12 britische Offiziere und über 80 Unteroffiziere und Soldaten sowie mehr als 100 Mann afrikanischer Hilfstruppen wurden getötet, weitere acht britische Soldaten verletzt. Die Verluste der Zulu waren ihren Angaben zufolge minimal. Der Verlust von Pferden beeinträchtigte die Truppen Woods erheblich. Die Einheit der Border Horses konnte sich nicht zurückziehen, sie wurde umstellt und vernichtet. Einheiten der Zulu, die die Briten unterstützt hatten, liefen über. Trotzdem war Wood zuversichtlich, dass er bei dem nun erwarteten Angriff der Zulu auf Kambula als Sieger hervorgehen würde. Die Schlacht von Kambula endete dann auch mit dem erhofften Sieg der britischen Truppen.